# Rothia rhaeo
Rothia rhaeo är en fjärilsart som beskrevs av Druce 1894. Rothia rhaeo ingår i släktet Rothia och familjen nattflyn. Inga underarter finns listade.

## Bildgalleri

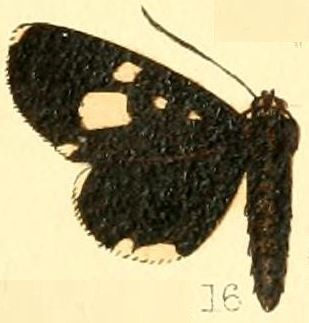